# ノーブローカー
ノーブローカー（英: NoBroker）は、バンガロールに本拠を置く仲介なしの不動産テクノロジー企業。オンライン合同マーケットプレイスにより物件の購入、賃貸、梱包及び引っ越し、ハウスキーピングなどの不動産系サービスを提供。

## 業歴
2013年にインド工科大学（IIT）卒業生の アミット・クマール・アガルワール (Amit Kumar Agarwal)、アキル・グプタ (Akhil Gupta)とソーラブ・ガルグ (Saurabh Garg) によって、物件所有者と売り手をテナントと買い手に直接つなぐ不動産検索ポータルとして設立。
2021年11月に、インドで同年度の36番目のユニコーン会社の資格を達成。
2022年現在、年間50万件以上の取引を記録しており、750万件以上の物件がポータルに登録済。
現在、同社のサービスがムンバイ、バンガロール、プネー、チェンナイ、ハイデラバード、デリー首都圏で利用可能になっている。

### 商品紹介
「NoBrokerhood」という、いわゆる「ゲーテッド コミュニティ」アプリ（訪問者・住宅組合・支払い管理可能）

## 財源紹介
現時点で同社はTiger Global、General Atlantic、Beenext、KTB Ventures、Moore Capital、Elevation Capital、Anand ChandrasekaranやVijay Shekhar Sharmaなど、さまざまな投資家・投資ファンドから合計3億6,100万ドルに当たる資金を確保済。
評価額の大幅な上昇は不動産の売買の増加や、リスティング サービスを超えたサービス提供の拡大など、いくつかの要因によるものだと思われる。